# Salher

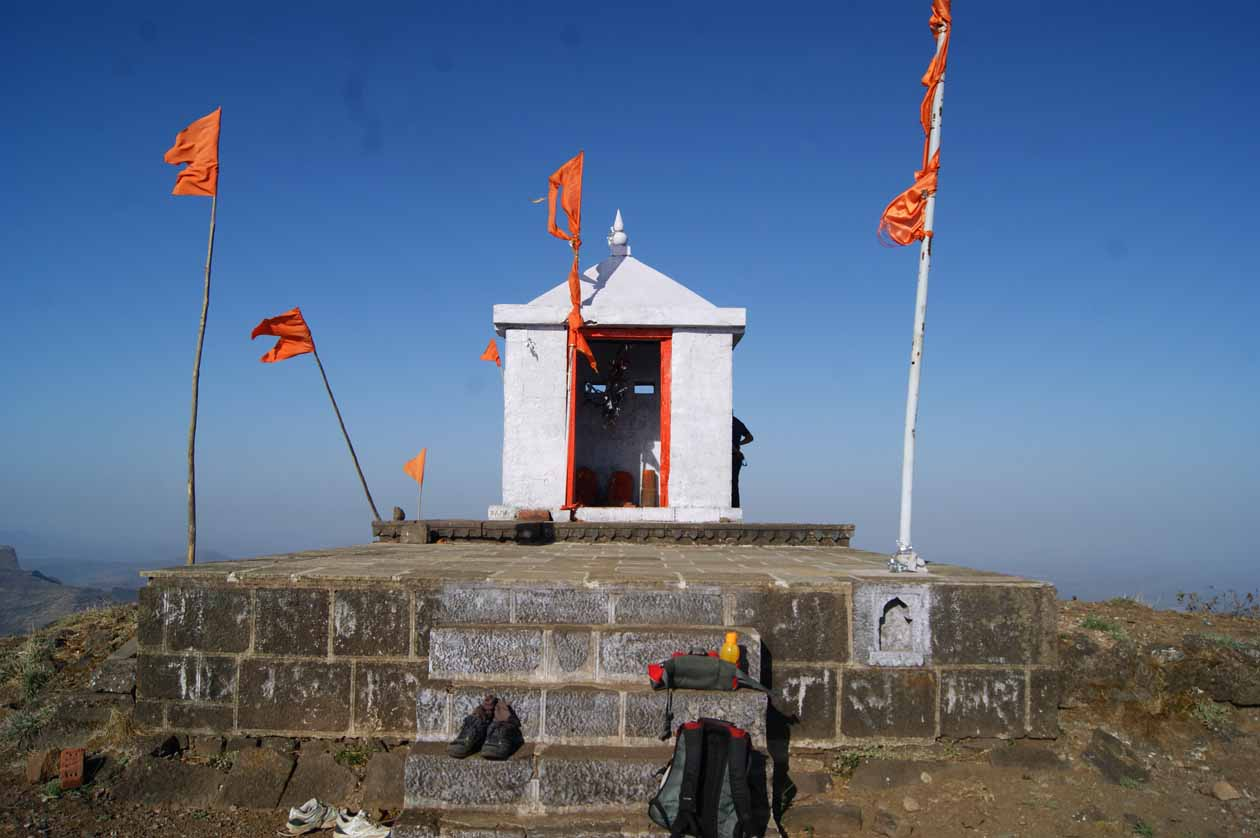
Parshuram-Tempel

Der Salher oder auch Salher-Peak (Marathi: साल्हेर) ist ein 1567 m hoher Berggipfel im Nordosten der Westghats (auch Sahyadri-Berge) im indischen Bundesstaat Maharashtra; nach dem Kalsubai ist er der zweithöchste Berg in Maharashtra.

## Lage
Der Salher-Peak befindet sich im Norden Maharashtras nahe der Grenze zum Bundesstaat Gujarat; etwa 1 km (Luftlinie) entfernt liegt der nur geringfügig niedrigere Salota-Peak. Die Millionenstadt Nashik befindet sich etwa 120 km (Fahrtstrecke) südlich. Das ca. 2 km (Fußweg) südwestlich des Gipfels und ca. 1000 m hoch gelegene Dorf Salherwadi bildet zumeist den Ausgangspunkt für Gipfeltouren.

## Fort
Im Vertrag von Purandar (1665) war vereinbart worden, dass das die Marathen 23 Bergforts an das Mogulreich abgeben sollten; es kam jedoch zu Auseinandersetzungen darüber, um welche Forts es sich handeln sollte. Diese gipfelten im Februar 1672 in der für die Marathen siegreichen Schlacht von Salher, als deren Folge das nahe dem Gipfel befindliche kleine Bergfort sowie auch andere Festungen der Westghats in den Händen der Marathen verblieben. Von dem Salher-Bergfort sind nur wenige Tore und Mauerreste erhalten.

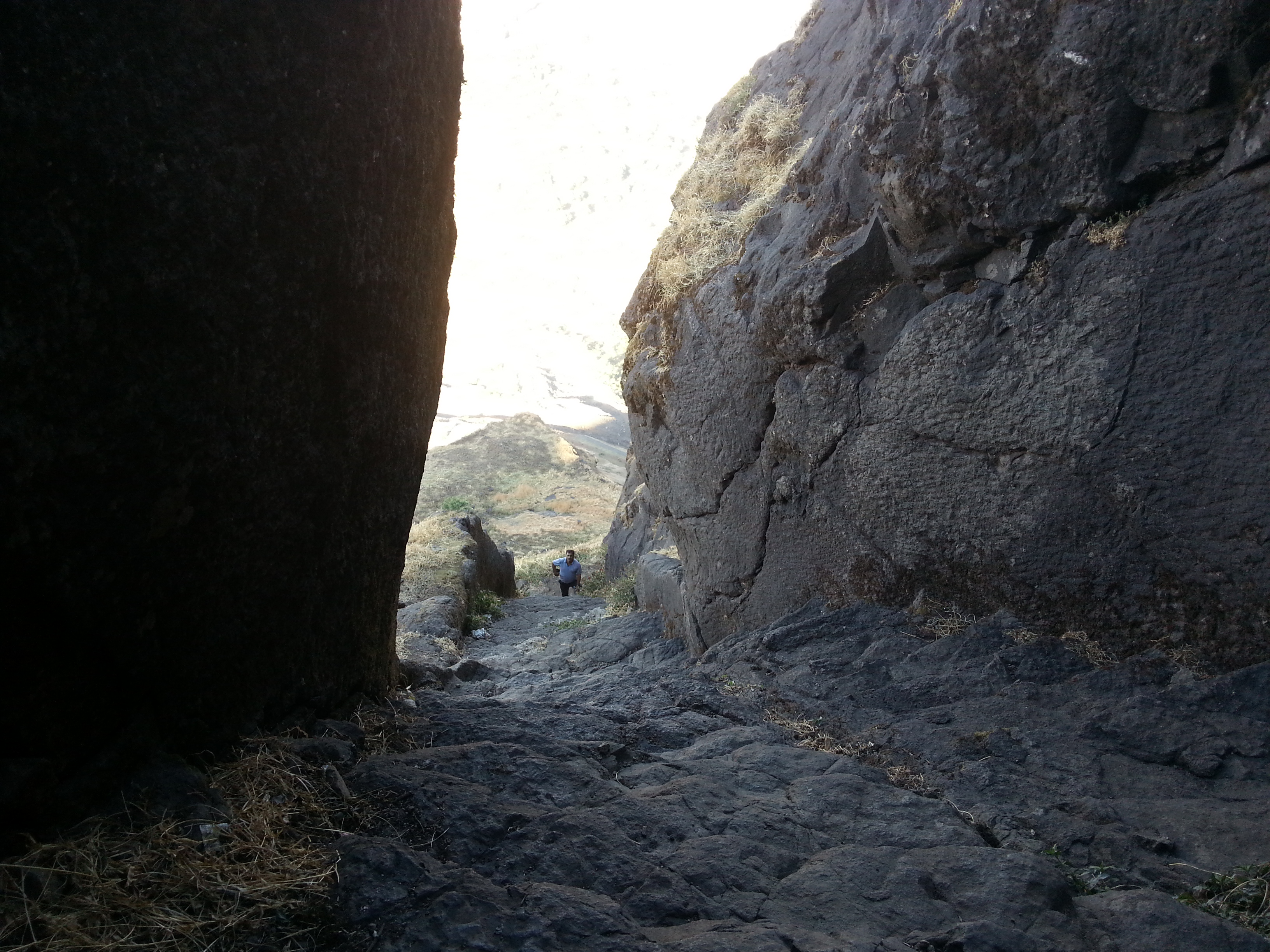
Zugang zum Fortbereich
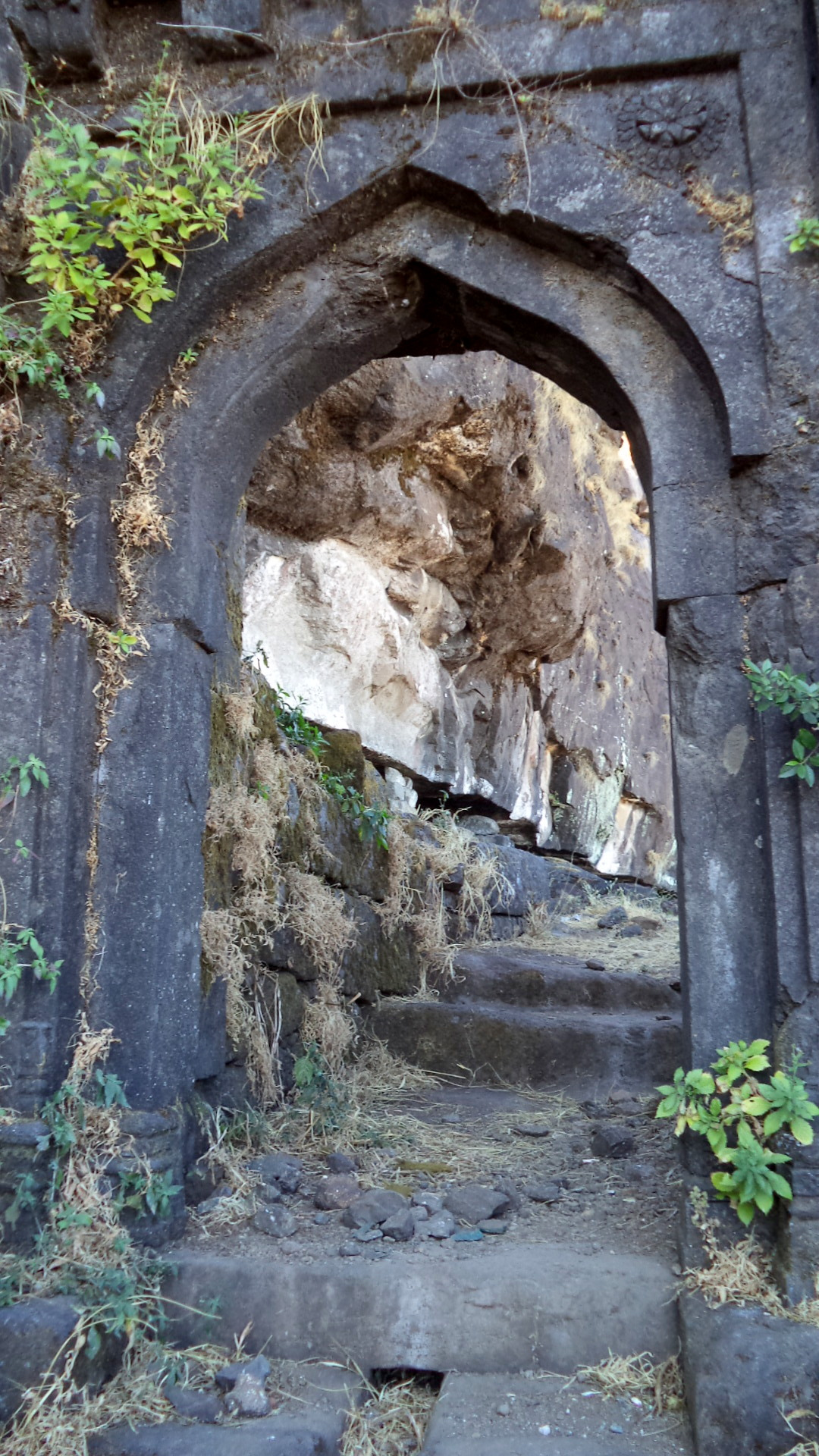
Tor im Fortbereich
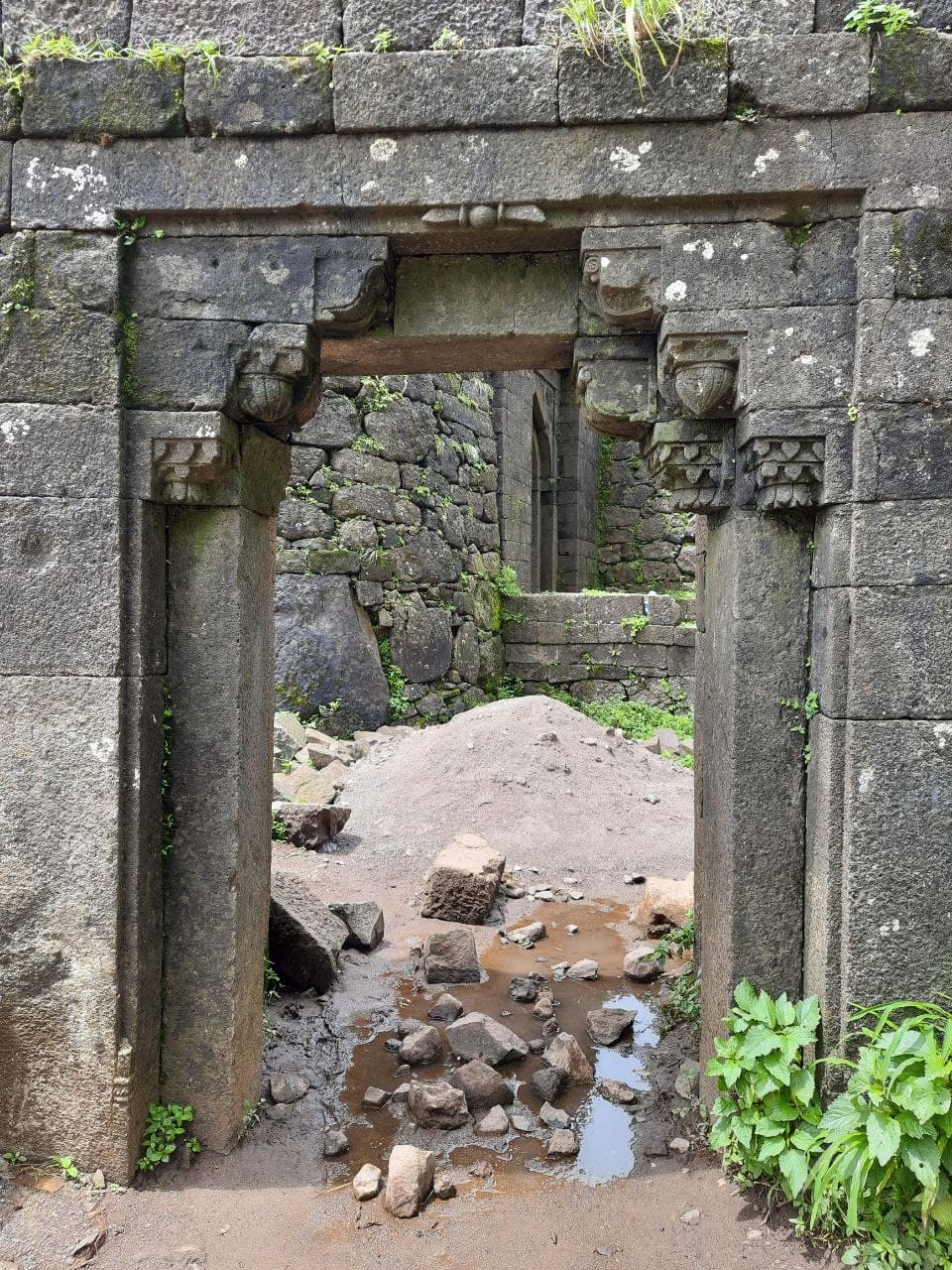
dto.

## Parshuram-Tempel
Auf dem Gipfel steht ein kleiner Tempel, der dem Gott Vishnu in seiner Gestalt als Parashurama geweiht ist.